# Scott Paulin
Pour les articles homonymes, voir Paulin.
Scott Paulin est un acteur américain né le 13 février 1950 à Steubenville (Ohio).
Il a également donnée sa voix au personnage Jasper T. Jowls pour Chuck E. Cheese de 1977 à 1985.

## Filmographie

### Télévision
- 1979 : Vampire, Père Hanley
- 1981 : The Killing of Randy Webster, Tom Curtis
- 1982-1986 : Capitaine Furillo, Steve Merkur / Cleary
- 1983 : Lottery!
- 1983-1985 : Hôpital St Elsewhere, Stephen Craig
- 1984 : Fatal Vision, William Ivory
- 1985 : La Cinquième Dimension, Price (segment "Nightcrawlers")
- 1985 : Histoires fantastiques, Fenton
- 1985 : Midas Valley, Seth
- 1985 : On Our Way, Matthew
- 1985 : Generation, Graff
- 1985 : Deadly Messages, Dr Roger Kelton
- 1986 : When the Bough Breaks, Rick
- 1986 : Stingray, Prof. Brainard
- 1986 : A Year in the Life, Glen Maxwell
- 1986 : Dreams of Gold: The Mel Fisher Story, Don Kincaid
- 1987 : Arabesque, Dr Marshall
- 1987 : A Year in the Life, Glenn
- 1987 : Clair de lune, Robert Murphy
- 1987 : Les Tueurs de l'autoroute
- 1988 : Tricks of the Trade, Frank
- 1988 : Desert Rats, Bones
- 1988 : To Heal a Nation, Bob Doubek
- 1988 : Vendredi 13, révérend Josiah Grange
- 1988 : Weekend War, Rudd
- 1988-1993 : La Loi de Los Angeles, Ben Salter / Mr. Jennings
- 1989 : The Revenge of Al Capone, Eliot Ness
- 1989 : Desperate for Love
- 1990 : American Dreamer, Larry
- 1990 : Appearances, Ben Danzig
- 1990 : Falcon Crest, Joey Walts
- 1991 : Deadly Medicine, Charleigh Holland
- 1991 : White Hot: The Mysterious Murder of Thelma Todd, Louis Marsden
- 1991 : The Perfect Tribute, Wills
- 1991-1993 : Les Ailes du destin, Tucker Anderson
- 1992 : Guerres privées
- 1992 : Human Target, Jay Palmer
- 1993 : Nick's Game, Harley Stock
- 1993 : Bienvenue en Alaska, Lance Bristol
- 1993 : Full Eclipse, Teague
- 1993-1996 : Beverly Hills, Professor Corey Randall / Professor Cory Randall
- 1994 : Gambler V: Playing for Keeps, Butch Cassidy
- 1994 : Hotel Malibu, George Bennett
- 1994 : MacShayne: The Final Roll of the Dice, Albert Blondel
- 1995 : Kansas, Tom
- 1996 : Rêves en eaux troubles, Richard Mateo
- 1996 : Profit, Jack Walters
- 1997 : Promised Land, Dan Hoaglund
- 1997 : Chicago Hope : La Vie à tout prix, Dr Daniel Suffin
- 1997 : Traits pour traits, John Gryce
- 1999 : My Little Assassin, Stewart Allen
- 2001 : Alias, Robert Stoller
- 2001 : Une famille meurtrie, Kevin Conway
- 2001 : The Beast, Agent Miller
- 2001 : Diagnostic : Meurtre, Robert B. Stafford
- 2001 : Associées pour la loi
- 2002 : For the People, Danny Franklin
- 2002 : X-Files : Aux frontières du réel (épisode Une vue de l'esprit) : Jeffrey Conlon
- 2002-2003 : JAG, Captain Johnson / Capt. Johnson
- 2003 : 24 Heures chrono, Brian Jacobs
- 2003 : FBI : Portés disparus, Lawrence Metcalf
- 2003 : Hôpital San Francisco
- 2003 : The Lyon's Den, Carl Spencer
- 2003 : Line of Fire, FBI Director Mills
- 2003 : Agence Matrix, Tom Shelby
- 2004 : Lost : Les Disparus, Sullivan
- 2004 : Division d'élite, Tom Ringston
- 2005 : Les Experts, Dr Malcolm Parker
- 2006 : NCIS : Enquêtes spéciales, Navy Capt. Kevin Dorn
- 2006 : Boston Justice, U.S. Attorney Jonathan Shapiro
- 2006 : Ghost Whisperer, Alan Rowe
- 2007 : Shark, Craig Deering
- 2007 : Vol 732 : Terreur en plein ciel, Robert Windom
- 2008 : Dr House, Bob
- 2008 : Cold Case : Affaires classées, Kenneth Yates '08
- 2009-2014 : Castle, Jim Beckett
- 2009 : Urgences, Dr Kirsch
- 2009 : Lie to Me, Gerald Cole
- 2014 : Les Feux de l'amour, Docteur Botnik

### Cinéma
- 1980 : Serial : Hip Caterer
- 1982 : Mutant : Earl Richards
- 1982 : La Féline : Bill Searle
- 1983 : L'Étoffe des héros : Deke Slayton
- 1984 : A Soldier's Story : Captain Wilcox
- 1984 : California Without End : Robert
- 1985 : Contact mortel : capitaine Walston
- 1985 : Teen Wolf : Kirk Lolley
- 1986 : Banter : Philip Banter
- 1988 : Les Accusés : Attorney Wainwright
- 1989 : From Hollywood to Deadwood : Raymond Savage
- 1989 : Turner et Hooch : Zack Gregory
- 1990 : Captain America : Red Skull (Crâne Rouge) / Army Doctor
- 1990 : Pump Up the Volume : Brian Hunter
- 1990 : Grim Prairie Tales: Hit the Trail... to Terror : Martin
- 1992 : Deceit : Brick Bardo
- 1993 : Les Chevaliers du futur : Simon
- 1995 : The Ticket (short)
- 2001 : Sam je suis Sam : Duncan Rhodes
- 2003 : The Extreme Team : Coach
- 2004 : Marty and Sven (short), Landlord
- 2005 : Infection : Officer Brick Bardo
- 2006 : Ways of the Flesh : Dr Graves
- 2007 : Jane Doe: How to Fire Your Boss (video), Phil Sands
- 2009 : The Intervention (film, 2009) : le prêtre
- 2010 : Tales of an Ancient Empire : Tou-Bou Bardo
- 2010 : Bulletface : Brendon Wexler